# Aegosoma scabricorne
Aegosoma scabricorne (лат.) — вид жуков-усачей из подсемейства прионин.

## Описание
Длина тела самцов достигает 28—52 мм, самок (без яйцеклада) — 29—59 мм. У крупных самок яйцеклад может выступать на 15 мм.

## Распространение
Распространён в Европе (Австрия, Албания, Белоруссия, Босния и Герцеговина, Болгария, Венгрия, Германия, Греция, Иран, Испания, Италия, Корсика, Македония, Румыния, Сардиния, Сербия, Сирия, Сицилия, Словакия, Словения, Украина, Франция, Черногория, Чехия, Хорватия, Швейцария), Турции и России, а также в Закавказье, северном Иране, Сирии и Ливане.
В России обычен на Черноморском побережье Кавказа, на юге Краснодарского и Ставропольского краёв. Вероятно обитает в Дагестане.

## Биология
Кормовыми растениями личинок являются конский каштан обыкновенный, айлант высочайший, каштан посевной, лещина обыкновенная, бук европейский, орех грецкий, яблоня домашняя, шелковица белая, платан восточный, тополь чёрный, дуб черешчатый и липа сердцевидная. Развитие личинок происходит в мягкой и светлой гнилой древесине. Окукливание происходит весной и в начале лета. Лёт имаго наблюдается в июле—августе ночью.

## Синонимы
По данным сайта BioLib, на май 2016 года в синонимику вида входят:
- Cerambyx eques Voet, 1778
- Cerambyx scabricornis Scopoli, 1763
- Megopis (Aegosoma) scabricornis
- Megopis scabricornis (Scopoli, 1763)
- Aegosoma scabricornis (Scopoli, 1763)